# Centrum Badań Metropolitalnych
Centrum Badań Metropolitalnych – polska instytucja badawcza zajmująca się problematyką obszarów metropolitalnych funkcjonująca na Uniwersytecie im. Adama Mickiewicza w Poznaniu. Dyrektorem Centrum jest prof. dr hab. Tomasz Kaczmarek.
Instytucja została powołana zarządzeniem Rektora Bronisława Marciniaka 1 marca 2009 roku. Centrum skupia się na świadczeniu usług doradczych dla jednostek rządowych i samorządowych. Prowadzi również badania nad obszarami zurbanizowanymi, aglomeracjami w tym aglomeracją poznańską.